# 顔じゃない
顔じゃないとは、大相撲の隠語で「分不相応」（ぶんふそうおう）という意味、いわゆる身分や能力などを考えてふさわしくないということをいう。また、非礼や不作法などを叱る場合にも使われる。

## エピソード
第68代元横綱・朝青龍明徳（現実業家・タレント）は、2008年7月場所から三場所連続休場と不振が続き、2009年1月場所直前に入ると当時のマスコミからは「進退を掛ける場所」「引退危機」と騒がれ続けていた。その最中、横綱朝青龍は出羽海部屋で稽古していたが、その光景を取材していたNHK大相撲解説者でタレントの舞の海秀平（元小結）は、部屋の稽古帰りに「横綱、まだ引退しないで下さいね」と声を掛けた。その直後、朝青龍は舞の海に向かって「顔じゃないよ!」と不機嫌そうに一喝し、そのまま車に乗り込んだ。この事件にマスコミは「朝青龍、今度は大先輩に対して大暴言」等と報道し物議を醸した。翌日朝青龍は横綱審議委員会の稽古総見で舞の海とバッタリ会い、「おう、秀平」と呼び捨てにした。この対応に舞の海は「横綱に下の名前を覚えてもらって光栄です」と記者に答えた。
2024年4月に元大関・霧島の陸奥が65歳の停年を迎え、霧島が経営した陸奥部屋の後継者選びで、陸奥部屋付きの元前頭・敷島の浦風が、部屋の継承に際し、「自分は顔じゃない（分不相応）」と断わったという。結局、2024年4月に霧島は65歳の停年を迎え、後継者不在のまま陸奥部屋は閉鎖され、所属力士などは一門の音羽山部屋などに移籍となった。